# Farid-ad-Din Attar
Abu-Hàmid ibn Abu-Bakr Ibrahim —en persa ابو حمید ابن ابوبکر ابراهیم— o Farid-ad-Din Muhàmmad ibn Ibrahim —en persa i àrab فرید الدین بن محمد بن إبراهيم, Farīd ad-Dīn Muḥammad ibn Ibrāhīm—, més conegut pels seus pseudònims d'escriptor Farid-ad-Din o Attar —en persa i àrab عطار, ʿAṭṭār, «Perfumer» — (Nixapur, vers 1142-1221) fou un poeta, teoritzador del sufisme i hagiògraf d'origen persa. La seva obra va influir de manera molt profunda tant la poesia com el sufisme persa posterior.